# Borne, Nederländerna
Borne är en stad och kommun i provinsen Overijssel i Nederländerna. Kommunens totala area är 26,16 km² (där 0,16 km² är vatten) och invånarantalet är 23 877 invånare (2022).

## Sport
Volleybollklubben Apollo 8 har sitt säte i kommunen.